# Sternbergia clusiana
Sternbergia clusiana, zeljasta biljka iz roda lužarki, porodica zvanikovki. Raširena je od Male Azije do zapadnog Irana, uključujući i Izrael, Palestinu, Siriju, Libanon, Irak i nekim Egejskim otocima

## Sinonimi
- Amaryllis clusiana Ker Gawl.
- Oporanthus clusianus (Ker Gawl.) Herb.
- Oporanthus macranthus J.Gay
- Sternbergia grandiflora Boiss. ex Baker
- Sternbergia latifolia Boiss. & Hausskn. ex Baker
- Sternbergia sparffiordiana Dinsm.
- Sternbergia stipitata Boiss. & Hausskn.